# Diego Rodríguez Fernández
Diego, właśc. Diego Rodríguez Fernández (ur. 20 kwietnia 1960 w La Orotava) – piłkarz hiszpański grający na pozycji środkowego obrońcy.

## Kariera klubowa
Diego pochodzi z Teneryfy. Karierę piłkarską rozpoczął w tamtejszym CD Tenerife z Santa Cruz de Tenerife. Od 1978 roku do 1982 roku grał w jego barwach w rozgrywkach Segunda División B. Następnie odszedł do Realu Betis, a 19 września 1982 zadebiutował w Primera División w wygranym 2:0 wyjazdowym meczu z Espanyolem Barcelona. W Betisie spędził 6 sezonów i rozegrał 198 spotkań, w których strzelił 4 gole.
Latem 1988 roku Diego odszedł do lokalnego rywala Betisu, Sevilli FC. W niej po raz pierwszy wystąpił 3 września 1988 w spotkaniu z Athletic Bilbao (0:3). W Sevilli, podobnie jak w Betisie, grał w pierwszym składzie, ale nie osiągnął większych sukcesów. Przez 8 sezonów rozegrał 252 mecze i zdobył 8 bramek.
W 1996 roku Diego został piłkarzem Albacete Balompié. Przez dwa lata grał w Segunda División, a w 1998 roku trafił do Dos Hermanas CF. W 1999 roku wywalczył z nim awans z Tercera División do Segunda División B. W 2002 roku jako gracz tego klubu zakończył karierę piłkarską.
| Sezon   | Klub              | Kraj      | Rozgrywki          | Mecze | Bramki |
| ------- | ----------------- | --------- | ------------------ | ----- | ------ |
| 1978/79 | CD Tenerife       | Hiszpania | Segunda División B | 2     | 0      |
| 1979/80 | CD Tenerife       | Hiszpania | Segunda División B | 19    | 0      |
| 1980/81 | CD Tenerife       | Hiszpania | Segunda División B | 8     | 1      |
| 1981/82 | CD Tenerife       | Hiszpania | Segunda División B | 39    | 6      |
| 1982/83 | Real Betis        | Hiszpania | Primera División   | 31    | 1      |
| 1983/84 | Real Betis        | Hiszpania | Primera División   | 33    | 1      |
| 1984/85 | Real Betis        | Hiszpania | Primera División   | 26    | 0      |
| 1985/86 | Real Betis        | Hiszpania | Primera División   | 33    | 0      |
| 1986/87 | Real Betis        | Hiszpania | Primera División   | 42    | 1      |
| 1987/88 | Real Betis        | Hiszpania | Primera División   | 33    | 1      |
| 1988/89 | Sevilla FC        | Hiszpania | Primera División   | 33    | 1      |
| 1989/90 | Sevilla FC        | Hiszpania | Primera División   | 32    | 1      |
| 1990/91 | Sevilla FC        | Hiszpania | Primera División   | 37    | 1      |
| 1991/92 | Sevilla FC        | Hiszpania | Primera División   | 37    | 4      |
| 1992/93 | Sevilla FC        | Hiszpania | Primera División   | 28    | 0      |
| 1993/94 | Sevilla FC        | Hiszpania | Primera División   | 32    | 1      |
| 1994/95 | Sevilla FC        | Hiszpania | Primera División   | 24    | 0      |
| 1995/96 | Sevilla FC        | Hiszpania | Primera División   | 29    | 0      |
| 1996/97 | Albacete Balompié | Hiszpania | Segunda División   | 34    | 2      |
| 1997/98 | Albacete Balompié | Hiszpania | Segunda División   | 12    | 0      |
| 1998/99 | Dos Hermanas CF   | Hiszpania | Tercera División   | 20    | 3      |
| 1999/00 | Dos Hermanas CF   | Hiszpania | Segunda División B | 34    | 0      |
| 2000/01 | Dos Hermanas CF   | Hiszpania | Segunda División B | 32    | 0      |
| 2001/02 | Dos Hermanas CF   | Hiszpania | Segunda División B | 24    | 0      |

## Kariera reprezentacyjna
W reprezentacji Hiszpanii Diego zadebiutował 24 lutego 1988 roku w przegranym 1:2 towarzyskim spotkaniu z Czechosłowacją. Był to jego jedyny mecz w kadrze narodowej. W 1988 roku został powołany przez selekcjonera Miguela Muñoza do kadry na ten turniej. Tam był rezerwowym i nie wystąpił w żadnym spotkaniu.